# Quận Green, Wisconsin
Quận Green một quận thuộc tiểu bang Wisconsin, Hoa Kỳ. Quận lỵ đóng ởMonroe6. Theo điều tra dân số năm 2000 của Cục điều tra dân số Hoa Kỳ năm 2000, quận có dân số 33.647 người.

## Địa lý
Theo Cục điều tra dân số Hoa Kỳ, quận có diện tích 1513 km2, trong đó có 2 km2 là diện tích mặt nước.

### Xa lộ
- Highway 11 (Wisconsin)
- Highway 39 (Wisconsin)
- Highway 59 (Wisconsin)
- Highway 69 (Wisconsin)
- Highway 78 (Wisconsin)
- Highway 81 (Wisconsin)
- Highway 92 (Wisconsin)
- Highway 104 (Wisconsin)

### Quận giáp ranh
- Quận Dane, Wisconsin - bắc
- Rock County, Wisconsin - đông
- Quận Winnebago, Illinois - đông nam
- Quận Stephenson, Illinois - nam
- Quận Lafayette, Wisconsin - tây
- Quận Iowa, Wisconsin - tây bắc

## Thông tin nhân khẩu

Tháp tuổi quận Green theo điều tra năm 2000.

Theo điều tra dân số 2 năm 2000, đã có 33.647 người, 13.212 hộ gia đình, và 9.208 gia đình sống trong quận hạt. Mật độ dân số là 58 người trên một dặm vuông (22/km ²). Có 13.878 đơn vị nhà ở với mật độ trung bình là 24 trên một dặm vuông (9/km ²). Cơ cấu chủng tộc của quận gồm 98,14% người da trắng, 0,26% da đen hay Mỹ gốc Phi, 0,21% người Mỹ bản xứ, 0,29% ở châu Á, 0,36% từ các chủng tộc khác, và 0,75% từ hai hoặc nhiều chủng tộc. 0,97% dân số là người Hispanic hay Latino thuộc một chủng tộc nào. 31,9% là của Đức, 20,3% Thụy Sĩ, Na Uy 14,9%, Ailen 6,7%, 5,7% tiếng Anh và 5,5% gốc Mỹ theo điều tra dân số năm 2000. 96,5% nói tiếng Anh, nói tiếng Đức 2,0% và 1,1% nói tiếng Tây Ban Nha là ngôn ngữ đầu tiên của họ.
Có 13.212 hộ, trong đó 33,70% có trẻ em dưới 18 tuổi sống chung với họ, 58,30% là đôi vợ chồng sống với nhau, 7,50% có một chủ hộ nữ và không có chồng, và 30,30% là các gia đình không. 25,00% hộ gia đình đã được tạo ra từ các cá nhân và 11,20% có người sống một mình 65 tuổi hoặc lớn tuổi hơn là người. Cỡ hộ trung bình là 2,51 và cỡ gia đình trung bình là 3.01.
Trong quận, độ tuổi dân số đã được trải ra với 26,50% dưới độ tuổi 18, 6,70% 18-24, 29,20% 25-44, 22,90% từ 45 đến 64, và 14,70% từ 65 tuổi trở lên đã được những người. Độ tuổi trung bình là 38 năm. Đối với mỗi 100 nữ có 96,90 nam giới. Đối với mỗi 100 nữ 18 tuổi trở lên, đã có 94,20 nam giới. 